# Irina Avakumova
Irina Andrejevna Avakumova (dekliški priimek Taktajeva, rusko Ирина Андреевна Аввакумова (Тактаева)), ruska smučarska skakalka, * 14. september 1991, Miza, Okrožje Gatčinski, Leningrajska oblast, Sovjetska zveza.
Avakumova je nekdanja smučarska skakalka ruske državne reprezentance. V sezoni 2012/13 je postala skupna zmagovalka celinskega pokala v smučarskih skokih. V svetovnem pokalu je tekmovala med letoma 2012 in 2022. Skupno je nastopila na 145 posamičnih tekmah, na katerih se je dvanajstkrat uvrstila na stopničke, edino zmago je dosegla 4. januarja 2014 na domačem prizorišču v Čajkovskem, kot prva ruska skakalka v moški ali ženski konkurenci. V sezoni 2013/14 je dosegla svojo najboljšo uvrstitev v skupnem seštevku svetovnega pokala s četrtim mestom, ob tem je bila še peta v sezoni 2017/18, sedma v sezonah 2015/16 in  2020/21 ter deveta v sezoni 2016/17. Nastopila je na zimskih olimpijskih igrah v letih 2014, 2018 in 2022, leta 2018 v Pjongčangu je bila na posamični tekmi na srednji skakalnici četrta, leta 2022 v Pekingu pa je osvojila srebrno medaljo na mešani ekipni tekmi in sedmo mesto na  posamični tekmi, obakrat na srednji skakalnici. Petkrat je nastopila na svetovnih prvenstvih, kjer je najboljšo posamično uvrstitev dosegla na svojem zadnjem prvenstvu leta 2021, ko je osvojila šesto mesto na srednji skakalnici in sedmo na veliki. Zadnjič je na mednarodni tekmi nastopila v februarju 2022, februarja 2024 pa je zaradi prepovedi nastopanja ruskih športnikov na mednarodnih tekmovanjih FIS po Ruski invaziji na Ukrajino oznanila konec kariere.